# Timidina-cinasa
La timidina-cinasa (TK) és una proteïna molt utilitzada en la clonació d'animals. Concretament, serveix com a selecció negativa per diferenciar si la informació d'un vector s'ha inserit o recombinat en un cromosoma.
Mitjançant altres mètodes (normalment per l'expressió del gen de resistència a la neomicina) és possible saber si la informació genètica s'ha introduït en el cromosoma. El que no es pot saber per aquest mètode és si el vector s'ha introduït atzarosament o si pel contrari s'ha recombinat en les seqüències de recombinació HB1 i HB2. En la creació d'un organisme genoanul·lat podria tenir poca importància però no pas en la d'un organisme genomodificat o un rescue. Aquí és on hi entra la en joc la tk
Quan la timidina-cinasa es troba ganciclovir, el metabolitza i converteix en un agent tòxic que mata la cèl·lula. Com que el gen de la timidina-cinasa es troba a fora de les seqüències de recombinació, només s'inserirà a la cèl·lula, podrà ser llegit i farà el seu efecte mortal quan el vector s'hagi inserit en lloc de recombinat.